# Kurt Czekalla
Kurt Czekalla (ur. 30 września 1930 w Schönebeck, zm. 19 marca 2002) – wschodnioniemiecki strzelec, medalista olimpijski i wicemistrz Europy.
Z zawodu był mechanikiem samochodowym. Karierę strzelecką rozpoczął w wieku 29 lat, a jako specjalizację wybrał trap. 
W 1967 roku został wicemistrzem NRD (jako reprezentant klubu GST Schönebeck). W 1968 roku wystąpił na letnich igrzyskach olimpijskich, na których zdobył brązowy medal. Miał drugi wynik ex aequo z Amerykaninem Thomasem Garrigusem i Pāvelsem Seničevsem z ZSRR (196 pkt.). Po dogrywce o trzecie miejsce zwyciężył z Seničevsem (25–22), przegrywając jednak o drugą pozycję z Garrigusem (23–25). W 1969 i 1970 roku został mistrzem NRD (jako reprezentant GST-Klub Leipzig), ponadto w 1969 roku zdobył srebrny medal w trapie drużynowym podczas mistrzostw Europy (skład zespołu: Kurt Czekalla, Herbert Freude, Albrecht Henke, Burckhardt Hoppe). 

## Wyniki

### Igrzyska olimpijskie
| Igrzyska    | Konkurencja | Wynik    | Miejsce | Źródło |
| ----------- | ----------- | -------- | ------- | ------ |
| Meksyk 1968 | Trap        | 196 pkt. |         | [ 2 ]  |

### Medale mistrzostw Europy
| Mistrzostwa | Konkurencja     | Wynik | Miejsce | Źródło |
| ----------- | --------------- | ----- | ------- | ------ |
| Paryż 1969  | Trap, drużynowo | ?     |         | [ 3 ]  |